# Virginie Déjazet
Pauline-Virginie Déjazet (Parigi, 1798 – 1875) è stata un'attrice teatrale francese.
Dopo la prima esibizione nel 1803, si affermò solo nel 1821 come soubrette e nel 1830 emerse come interprete di travesti. Entrata nel 1831 al Théâtre du Palais-Royal, vi rimase fino al 1844.
Nel 1859 fondò il Théâtre Déjazet, ove portò alle scene molte opere di Victorien Sardou. Si ritirò dal teatro nel 1874.